# Eternal Darkness: Sanity's Requiem
Eternal Darkness: Sanity's Requiem è un videogioco concepito esclusivamente per Nintendo GameCube, e largamente ispirato principalmente ai racconti di Howard Phillips Lovecraft ed Edgar Allan Poe. Sviluppato dai canadesi Silicon Knights, è stato pubblicato da Nintendo il 23 giugno 2002.

## Origini e sviluppo

### Inizio su Nintendo 64
Eternal Darkness é, insieme ad altri, tra i primi tentativi di Nintendo di introdurre titoli con tematiche più adulte e mature nel proprio catalogo, dato il successo di capolavori come Metal Gear Solid o Final Fantasy VII su PlayStation. Verso la fine degli anni 90 decise quindi di rivolgersi ai Silicon Knights per adempire a tale compito, dopo aver notato le potenzialità dello studio con il gioco Blood Omen: Legacy of Kain. Lo sviluppo del gioco ebbe quindi inizio, e la piattaforma fissata per la pubblicazione del titolo era Nintendo 64; il team utilizzò programmi come 3D Studio Max per il mesh poligonale di ambienti e personaggi, mentre per le operazioni di texture mapping fu utilizzato il ben noto Adobe Photoshop. Per l'anno 2000 i Silicon erano riusciti a realizzare una beta del gioco perfettamente funzionante e giocabile su Nintendo 64; tuttavia a pochi mesi dal termine dello sviluppo, con l'avvento della sesta generazione e la diminuzione del supporto a Nintendo 64, Nintendo ordinò lo spostamento dello sviluppo sulla sua nuova console, Nintendo GameCube. Secondo alcuni dei Silicon questa scelta di Nintendo combaciava con la consapevolezza di avere poche killer application disponibili al lancio del loro nuovo sistema da gioco, previsto per il 2001, oltre al fatto che il supporto per quest'ultimo, il Nintendo Optical Disc, era molto meno costoso rispetto alle ormai antiquate e non più economiche cartucce elettroniche.

### Deragliamento dello sviluppo su GameCube
Lo spostamento dello sviluppo da Nintendo 64 a Nintendo GameCube fu quasi traumatico per i Silicon: dovettero utilizzare un nuovo motore grafico, creare nuovi ambienti, nuovi personaggi, nuove animazioni, e molto altro. Il gioco era stato quasi completato, ma paradossalmente doveva essere ricostruito da capo. Nonostante questo però i Silicon riuscirono a percepire anche il lato positivo della cosa, ovvero il fatto che lo sviluppo su Nintendo 64 fu comunque piuttosto utile ai fini delle capacità del team, migliorandole, e consentendogli di utilizzarle in maniera ottimale per lo sviluppo su Nintendo GameCube; non solo: le straordinarie potenzialità della nuova macchina consentirono al team di compiere salti da gigante nel campo della computer grafica, passando dagli appena 4000 poligoni dell'N64, agli oltre 8000 del nuovo GameCube. Eternal Darkness sarebbe stato anche uno dei primi videogiochi concepiti per sfruttare lo standard televisivo widescreen 16:9, con il supporto della tecnologia Dolby Surround Pro Logic II. L'impegno del team, però, non dovette concentrarsi solo sulla realizzazione tecnica del gioco, ma anche su ciò per cui il gioco era stato originariamente concepito e voluto: trama e tematiche. I Silicon lavorarono duro per far combaciare la complessità della storia, e le vicende dei personaggi, in maniera tale che nulla fosse lasciato al caso; usi e costumi dei personaggi, e le ambientazioni nelle diverse epoche storiche, avrebbero dovuto essere molto fedeli alla realtà. Inoltre bisognava aggiungere tematiche potenti e di un certo spessore data l'ispirazione ai lavori di Edgar Allan Poe e H.P. Lovecraft. In questo senso la catalizzazione del concetto di "follia", tipico dei due scrittori, nell'utilizzo del "Sanity Meter" sarebbe stato cruciale: se sottoposto ad eventi sconvolgenti o di macabra entità, il personaggio avrebbe iniziato a soffrire di isteria e schizofrenia, cosa che avrebbe ingannato non solo il protagonista ma anche il giocatore stesso, ponendoli dinnanzi ad imprevedibili reazioni dell'ambiente di gioco.
L'ispirazione per l'utilizzo del Sanity Meter arrivò, non a caso, dal gioco da tavolo di Sandy Petersen, Il richiamo di Cthulhu, ma renderlo operativo in un videogioco era tutt'altro che facile: nel codice sorgente del programma, molte cause/conseguenze dovevano essere implementate e calcolate in base a diverse variabili, prima di produrre gli effetti desiderati; senza contare che tali effetti necessitavano di essere ben calibrati, evitando di annoiare, confondere, o addirittura spaventare troppo, il giocatore. La stessa Nintendo, inizialmente, era contraria all'utilizzo del Sanity Meter, ma ebbe da ricredersi dopo aver visto che effettivamente era un espediente di gioco originale e fine al proprio scopo.

### Cambiamenti dell'ultimo minuto: attentati dell'11 settembre e rimozione di un personaggio
Nonostante gli iniziali dubbi di Nintendo e il rinvio su GameCube, Eternal Darkness stava per essere completato ed era in dirittura di pubblicazione per fine 2001. Tuttavia proprio quell'anno accadde un evento che avrebbe segnato il XXI secolo: gli attentati dell'11 settembre 2001. Apparentemente fuori contesto, il problema con Eternal Darkness fu che uno dei protagonisti era Jacques de Molay, l'ultimo gran maestro dell'ordine dei cavalieri templari; ben noti per aver condotto svariate crociate contro il mondo islamico, durante i primi secoli del II millennio. In sintesi, i Silicon non avevano intenzione di rievocare ulteriormente antichi rancori, vecchi di 900 anni, dopo i suddetti attentati di matrice wahhabita commessi da Al Qaida; pertanto il personaggio "de Molay" venne eliminato. Però questo implicò un allungamento dei lavori, ed uno slittamento della pubblicazione al 2002, in quanto fu introdotto un nuovo personaggio, con una nuova storia, e cioè quella di un vigile del fuoco canadese, inviato a estinguere uno degli incendi di pozzi petroliferi causati da Saddam Hussein durante la Guerra del Golfo; un contesto che per quanto recente rispetto agli attentati, coinvolgeva una persona qualunque di etnia afroamericana, non-statunitense, che non era un soldato e dove non vi era l'implicazione di un forte attrito interreligioso, come ai tempi delle crociate. Inoltre ogni possibile esplicito riferimento al mondo islamico, in particolar modo iscrizioni in lingua araba, fu del tutto rimosso o ridotto ai minimi termini.
Lo sviluppo del videogioco si distese per gli 8 mesi successivi, fino al rilascio in America del Nord il 23 giugno 2002, e successivamente ad ottobre e novembre, in Giappone ed Europa.

## Trama

### Storia principale
La storia narrata nel videogioco ruota intorno alla protagonista Alexandra Roivas che, in mancanza di competenza da parte della polizia locale, sta investigando sul misterioso ed efferato omicidio di suo nonno Edward Roivas.
Mentre esplora la magione del nonno nel Rhode Island, scopre una stanza segreta contenente, tra quadri, scaffali e altri oggetti, un volume rilegato con pelle e ossa umane, il Libro delle Tenebre. Quando legge questo libro, Alex rivive una scena della vita di Pius Augustus, un rispettabile centurione romano-imperiale del 26 a.C. Pius è condotto da una voce misteriosa a un tempio sotterraneo, dove sceglie uno di tre artefatti misteriosi. L'artefatto lo trasforma in un non-morto, e lo fa schiavo di uno dei tre Antichi, essere divino la cui “Essenza” era incarnata nell'artefatto scelto. Pius tenta di richiamare l'Antico nella nostra realtà mentre il quarto potente “Dio Cadavere” Mantorok è già relegato sulla terra, impossibilitato a fermarlo.
Appena Alex legge altri capitoli del Libro, si ritrova a rivivere le esperienze di diversi individui le cui vite incrociarono i piani di Pius o di altri servi degli Antichi nell'arco di vari secoli, e come risultato vennero a contatto con lo stesso Libro. Man mano che legge i capitoli Alex, turbata dalle macabre vicende dei personaggi, perde gradualmente sanità mentale, portandola ad inquietanti e talvolta spaventose allucinazioni. Mentre molti di questi individui andarono incontro a un destino sinistro, grazie alla loro cooperazione alla fine riuscirono a raccogliere e radunare nella magione le Essenze degli altri tre Antichi. Gli antenati di Alexandra inoltre scoprirono sotto la magione di famiglia l'antica città di Ehn'gha e potenti macchinari magici. Alexandra mette in funzione questo meccanismo con le Essenze degli Antichi ed evoca un Antico rivale a quello di Pius. Mentre i due Antichi combattono, Alex inizia un duello all'ultimo sangue contro Pius. Sconfiggendolo e distruggendo l'Essenza, lo scontro tra i due Antichi termina, ma Alex capisce di aver appena portato nella nostra realtà un altro Antico, col rischio di poter distruggere per sempre l'umanità.
Grazie all'aiuto dello spirito del nonno, riesce a rimandare il suo Antico da dove era venuto. La vicenda sembra banalmente questa ma in realtà, siccome era relegato e non potente abbastanza per fermare i piani di Pius, Mantorok aveva manipolato la famiglia dei Roivas e altri prescelti per completare il lavoro per lui: aveva pianificato la morte di tutti e tre gli Antichi; in questa maniera alla fine solo il Dio Cadavere Mantorok rimane ancora vivo, complottando losche congiure nella sua tomba nascosta in qualche dove, fino alla morte.

### Personaggi giocabili

#### Pius Augustus (26 a.C.)
Pius, un centurione romano-imperiale, all'incirca trentenne, in servizio durante le guerre romano-partiche. Fu inviato lungo il Limes orientale, in missione segreta, dall'imperatore romano Augusto per cercare una "reliquia" in grado di capovolgere le sorti in battaglia. La ricerca della reliquia lo porterà a trasformarsi in un morto vivente e a servire un Dio Antico, ottenendo un immenso potere, con lo scopo di realizzare la profezia che avrebbe visto il ritorno di tale entità per il dominio del mondo.

#### Ellia (1150 d.C.)
Ellia (in sanscrito एलिअ) era una danzatrice, emancipatasi dalla condizione di schiava durante l'Impero Khmer - ora odierna Cambogia. Dopo aver trovato e letto il Libro delle Tenebre è alla continua ricerca dell'avventura e viene scelta per custodire l'Essenza di Mantorok. Pius la uccise, ma rimase in una sorta di stato non-morto grazie al cuore di Mantorok. Ottocento anni dopo affidò il cuore a Lindsey.

#### Anthony (814 d.C.)
Anthony (in latino Antonius) era un giovane ragazzo, messaggero franco-carolingio di Carlo Magno, a cui fu ordinato di portare un messaggio importantissimo da parte di alcuni monaci cattolici al suo imperatore, e che solo quest'ultimo doveva leggere. Anthony peccando di curiosità, lesse il messaggio, che riversò l'incantesimo di morte destinato a Magno, su sé stesso. L'occulto potere poco a poco consumò Anthony in una sorta di magia corrosiva fino ad ucciderlo; e nonostante il suo sacrificio, Carlo Magno morì comunque.

#### Karim (565 d.C.)
Karim (in persiano کریم‎) era un giovane nobile sasanide e maestro nell'arte della spada, che viaggiò nel deserto siriano alla ricerca di un tesoro (una delle Essenze degli Antichi) per il suo amore, Chandra. Chandra, tuttavia, non gli fu fedele. Venne uccisa per il suo tradimento, e il suo fantasma lo avvertì della vera natura dell'artefatto. Egli si sacrificò in modo da poter custodire l'artefatto nel tempo. Novecento anni più tardi, nel 1460, consegnerà l'artefatto a Roberto Bianchi.

#### Dr. Maximillian Roivas (1760 d.C.)

Lo stimato e corpulento Dr. Maximillian, sarà il primo discendente della famiglia Roivas ad affrontare la minaccia degli Antichi

Max era un ricco dottore cinquantenne pellegrino di origini britanniche, residente nel Rhode Island, nel periodo delle Tredici colonie. Antenato sia di Edward che di Alex, notò che c'era qualcosa di strano nella magione che aveva recentemente ereditato dal padre Aaron, iniziando a mostrare sintomi di isteria. Max trovò per caso la città di Ehn'gha sotto la residenza e cercò di avvertire il mondo dell'arrivo delle tenebre, ma fu rinchiuso in un manicomio fino alla fine dei suoi giorni.

#### Dr. Edwin Lindsey (1983 d.C.)
Il dottor Lindsey era un archeologo che fu inviato nella Repubblica Popolare di Kampuchea, con gli auspici di un misterioso benefattore di nome Paul Augustine. Costui, rivelandosi Pius travestito, cercò di uccidere Lindsey, ma egli scappò e trovò l'Essenza di Mantorok che spedì a Edward.

#### Paul Luther (1485 d.C.)
Paul era un monaco dell'ordine francescano in pellegrinaggio per vedere la reliquia della Mano di Giuda, nella Francia medievale. Fu segregato nella Cattedrale di Amiens dall'Inquisizione medievale col pretesto di sospetto di omicidio di un altro monaco - il fratello Andrew. In seguito venne a sapere che costui era stato ucciso per proteggere un segreto: l'Artefatto dell'Antico dominante era nascosto nella Cattedrale e protetto dal Sommo Guardiano, sotto la supervisione del Capo Inquisitore - Phillipe Augustine, ovvero Pius sotto mentite spoglie. Paul si avventurò nella Cattedrale ma, trovando il Guardiano, fu massacrato da questo quest'ultimo perendo di una morte orribile.

#### Roberto Bianchi (1460 d.C.)
Bianchi era un'artista e architetto originario di Venezia, ai tempi del Ducato di Milano. Mentre viaggiava per il deserto siriano fu catturato ed obbligato a lavorare per un signore della guerra timuride - che si rivelò Pius, aiutandolo nella costruzione del Pilastro di Carne su delle antiche rovine. Acquisì l'artefatto da Karim e dopo aver completato il lavoro di perizia, venne gettato nel Pilastro e murato vivo insieme ai suoi compagni. Cinquecento anni dopo, nel 1991, il suo spirito affiderà l'artefatto a Michael Edwards insieme ad un'effigie trovata dall'architetto.

#### Peter Jacob (1916 d.C.)
Peter era un cronista di guerra francese, inviato sul fronte occidentale durante la prima guerra mondiale, che si trattenne nella Cattedrale di Amiens, tramutata in un ospedale di guerra. Notò che i feriti sparivano misteriosamente e investigò nei livelli più bassi della chiesa. Arrivò a sconfiggere il Sommo Guardiano e riuscì a recuperare l'artefatto che, 69 anni più tardi, nel 1985, consegnerà a Edward, in vista di una conversazione con lui nella magione.

Alexandra Roivas, nipote del defunto Edward, dovrà cimentarsi nell'impresa di annientare la città maledetta di Ehn'Gha e di debellare la minaccia degli Antichi

#### Edward Roivas (1952 d.C.)
Edward, brillante psichiatra, nonno di Alex, fu condotto al Libro delle Tenebre dal fantasma del suo antenato, Max. I suoi domestici furono attaccati da una presenza terrificante, una sorta di vampiro, che riuscì a sconfiggere. Danneggiò severamente Ehn'gha, con un massiccio incantesimo Dissolvi Magicka, dalle nove torri che circondavano la città e che formavano un Circolo a nove punte. 48 anni più tardi, nel 2000, anno in cui si svolge la vicenda di Alexandra, verrà brutalmente ucciso da un Guardiano di Ehn'gha.

#### Michael Edwards (1991 d.C.)
Michel era un vigile del fuoco canadese, inviato a estinguere uno degli incendi di pozzi petroliferi causati da Saddam Hussein nel deserto siriano, durante la Guerra del Golfo. Unico sopravvissuto ad un'esplosione, si ritrovò intrappolato nella Città Proibita. Ricevette l'Essenza dell'Antico dal fantasma di Roberto Bianchi e distrusse la Città con un'ingente quantità di esplosivo C-4 magicamente potenziato. Pochi anni dopo incontrò Edward di notte. Gli affidò l'Artefatto, credendo di essere presto ucciso dai Guardiani. Se durante la sua avventura ha trovato un gladio magico, incantato con l'allineamento rivale a quello di Pius, questo verrà recapitato misteriosamente ad Alexandra sotto forma di pacco anonimo insieme all'artefatto, altrimenti il pacco conterrà solo l'artefatto.

#### Alexandra Roivas (2000 d.C.)
Alex è una giovane, ma sveglia, studentessa universitaria di Washington. Investigando sulla terribile morte del nonno, trova il Libro delle Tenebre e leggendo la lotta contro le Tenebre, è più che intenzionata a sventare i piani di Pius.

## Modalità di gioco

### Struttura
La vicenda di Alexandra nel 2000 è il fulcro del gioco. Il giocatore trova il Tomo e la storia di Pius per prima, quindi Alex trova il Primo Capitolo, portando il giocatore ad una nuova sezione del gioco e ad un nuovo personaggio. La storia di questo personaggio svela una parte della trama, e una volta completata, Alexandra ha le conoscenze, un oggetto o un'abilità che le permette di trovare il Capitolo seguente, evidenziando un nuovo personaggio, e così via. Con una visuale in terza persona, il gioco si basa su fasi di esplorazione e di combattimento, generalmente intervallate da enigmi più o meno semplici, la cui risoluzione non rappresenta un problema per un utente con un minimo di familiarità con il genere. L'originale sistema di combattimento consente al giocatore di puntare e colpire i nemici in diversi punti del corpo, con qualsiasi tipo di arma (arma bianca o da fuoco), provocandogli dei danni fisici che possono limitare le capacità degli avversari, rendendoli di conseguenza più vulnerabili. Oltre all'utilizzo di armi comuni, vi è la presenza di poteri magici legati alla raccolta e all'unione di apposite rune, con la possibilità di legare tre diversi elementi tra loro per ogni incantesimo.
Ciò che però ha reso Eternal Darkness diverso e originale, rispetto ad altri survival horror, è certamente il sanity meter, di fondamentale importanza per il gioco. Il "misuratore di sanità mentale" è una barra vuota che può essere riempita da del liquido verde, e sta ad indicare la salute mentale dei personaggi controllati dal videogiocatore: più la barra si riempie, man mano che i vari eroi si trovavano dinanzi a situazioni assurde, ultraterrene, e più la loro salute psichica subisce dei forti traumi al punto da provocargli allucinazioni uditive e visive, puntualmente riportate agli occhi dell'utente sullo schermo, ingannandolo o beffandosi di lui; cosa questa che rende il gioco piuttosto imprevedibile nel suo andare avanti.

### Allineamenti
Il giocatore sceglie quale delle tre essenze Pius richiama all'inizio del gioco. Questo determina con quale dei tre Antichi è allineato, e di conseguenza quale tipo di nemici domina. Gli allineamenti sono basati su di una relazione carta, forbice e sasso, che è importante nel tipo di utilizzo della magia da parte del giocatore.
Gli Antichi sono entità appartenenti ad una specie che è esistita prima che ogni altra vita emergesse dal brodo primordiale. Il movimento irrefrenabile del ghiaccio, la deriva dei continenti e altre imperscrutabili ragioni hanno relegato gli Antichi sotto la crosta terrestre, aspettando che giungesse il momento opportuno per il ritorno. Gli Antichi sopravvissuti sono:
Ulyaoth, dio della Magia: le sue creature sono di colore blu e sono specializzate in arti magiche. Ulyaoth ha potere su Chattur'gha.
Xel'lotath, dea della Pazzia: i suoi subalterni sono di colore verde ed hanno un'affinità nell'influire sulla sanità mentale. Xel'lotath ha potere su Ulyaoth.
Chattur'gha, dio della Materia: i suoi seguaci sono di colore rosso e si concentrano su attacchi fisici e sulla forza. Chattur'gha ha potere su Xel'lotath.
Mantorok il dio Cadavere, dio dell'Ordine e del Caos: il creatore del Libro delle Tenebre. Sebbene appaia in una posizione di inferiorità, attualmente domina su tutto. Creò l'equilibrio tra gli altri tre Antichi, accertandosi che fossero costretti a combattere e a distruggersi a vicenda.

### Incantesimi e Rune
Una parte rilevante nel gioco è l'uso di incantesimi attraverso delle rune. I personaggi possono fare incantesimi solo dopo essere entrati in possesso del Libro delle Tenebre, nel quale vengono trascritti tutti gli incantesimi (quindi il secondo personaggio avrà gli incantesimi scoperti dal primo e così via).
Gli incantesimi di base sono formati da tre rune: una di allineamento, un verbo e un nome. Quando il giocatore potrà fare incantesimi a 5 e a 7 rune (dopo avere trovato i rispettivi Cerchi di potenza), dovrà usare la runa Pargon nelle restanti caselle dell'incantesimo per dare maggior potenza. Fare un incantesimo con un numero elevato di rune dà effetti maggiori, ma richiede anche più tempo, il che li rende inefficaci contro nemici molto veloci.
Quando il personaggio sta recitando un incantesimo, non si deve muovere, altrimenti l'incantesimo fallirà e l'energia magica verrà comunque consumata.
Le rune sono degli oggetti che i personaggi giocabili ottengono soprattutto sconfiggendo dei nemici (spesso Cadaver e Ferabominus), e per utilizzarle è necessario trovare le tavole di pietra corrispondenti che ne descrivono il significato.
Le rune si dividono in tre categorie: allineamento, verbi e nomi.

#### Allineamento
- Chattur'gha: è una runa di colore rosso acceso, e rappresenta il potere sulla carne e sulla forza fisica. Forte contro Xel'lotath e debole contro Ulyaoth.
- Ulyaoth: è una runa di colore blu intenso, e rappresenta il potere sulla magia. Forte contro Chattur'gha, ma debole contro Xel'lotath.
- Xel'lotath: è una runa di colore verde smeraldo, e rappresenta il potere sulla mente e sulla sanità mentale. Sconfigge Ulyaoth ma perde contro Chattur'gha.
- Mantorok: è la runa di colore viola, e molto più difficile da trovare rispetto alle altre tre. Rappresenta il potere di Mantorok, ed è forte contro qualsiasi altro allineamento; cura sia la salute fisica che mentale. Non può essere usata per chiamare delle creature. Una creatura colpita da un'arma incantata con Mantorok, subirà un lento decadimento nel tempo.

Sembra esserci un quinto allineamento, di colore giallo, ma non appartiene a nessun Antico. Compare sui pavimenti, dando forti shocks a chi ci cammina e conseguentemente sottraendo energia vitale, e può teletrasportare oggetti.

#### Verbi
- Bankorok: significa proteggere, ed è usato per creare scudi attorno a persone o ad aree.
- Tier: significa evocare, e serve ad evocare degli esseri (nell'ordine ascendente di potenza dell'incantesimo: Telefagus, Cadaver, Ferabominus) dell'allineamento scelto nell'incantesimo.
- Narokath: significa assorbire e serve a mandare l'elemento scelto dentro o da qualcosa.
- Nethlek: significa dissolvere, ed è usata per contrastare delle magie esistenti con un allineamento più forte.
- Antorbok: significa proiettare e serve a incantare gli strumenti con l'allineamento scelto con l'incantesimo.

#### Nomi
- Magormor: significa oggetto e indica uno strumento su cui fare un incantesimo.
- Redgormor: significa area e indica che si sta facendo un incantesimo su tutta la zona vicina al personaggio.
- Aretak: significa creatura e dice che si sta facendo un incantesimo (spesso di richiamo) su una creatura.
- Santak: significa sé e indica che è il personaggio stesso a ricevere i risultati dell'incantesimo.

#### Altro
- Pargon: significa potenza ed è usata per fare incantesimi a 5 e a 7 rune. Maggiore è il numero di rune, maggiore sarà l'effetto ottenuto.

## Accoglienza
| Testata                            | Giudizio |
| ---------------------------------- | -------- |
| Metacritic (media al 25-12-2014)   | 92.00    |
| GameRankings (media al 25-12-2014) | 90.58    |
| IGN                                | 9.6/10   |
| Game Informer                      | 9.5/10   |
| GameSpot                           | 9.4/10   |
| Eurogamer                          | 9/10     |

Eternal Darkness ha avuto la possibilità di imporsi come una delle avventure survival horror  più originali sulla scena nel 2002, e killer application per il Nintendo GameCube. Sui siti di media statistica Metacritic e GameRankings, il gioco ha ottenuto rispettivamente un punteggio di 92 e 90, confermandosi un'opera artistica acclamata universalmente. Dario Olivero di la Repubblica ha parlato del gioco, affermando che «Le capacità che gli sviluppatori hanno raggiunto nel toccare le corde delle paure più profonde dell'animo umano sono un esempio di raffinatezza psicologica applicata all'entertainment». A causa del suo gameplay particolarizzato dalla presenza del misuratiore della salute mentale e degli effetti che ne derivano, IGN ha inserito il momento in cui il personaggio giocabile va in preda alla follia all'86ª posizione nella lista dei 100 migliori momenti nella storia dei videogiochi. Nel 2007 è stato inserito inoltre, sempre da IGN, alla 25ª posizione nella lista dei 25 migliori giochi di sempre per Nintendo GameCube.
Se da un punto di vista dell'impatto sul pubblico e sulla critica, Eternal Darkness è stato un successo, lo stesso non si può dire delle vendite del gioco arrivate a 440 000 copie vendute; non rispettando dunque le aspettative di Silicon Knights e Nintendo.
Keith Stuart di The Guardian considerò Eternal Darkness come uno dei trenta migliori videogiochi dimenticati nel corso del tempo.

## Sequel
Nel 2006, Denis Dyack, presidente della Silicon Knights e designer di Eternal Darkness: Sanity's Requiem e Too Human, rispose "Assolutamente sì" riguardo alla questione di un possibile sequel del gioco. Ha spiegato che anche se i piani della compagnia erano quelli di creare un solo episodio della serie, ci sono comunque le intenzioni di creare alcuni spin-off intorno all'universo di Eternal Darkness, coinvolgendo gli "Antichi". Nel 2011 poi, Nintendo, riconfermò la rivendicazione del gioco come proprietà intellettuale e questo portò a credere che probabilmente il sequel di Eternal Darkness sarebbe stato messo in commercio come esclusiva per Wii U; tuttavia lo sviluppo del gioco venne bloccato a causa dei disguidi legali dei Silicon Knights con Epic Games, che accusava i Silicon di aver usato l'Unreal Engine per sviluppare Too Human copiando tutte le linee di codici senza alcuna licenza nel 2007.
Epic Games vinse la battaglia legale contro i Silicon, nel 2012, portando questi ultimi a pagare 4,5 milioni di dollari a Epic per l'abuso dell'Unreal Engine. Nonostante queste cause legali Nintendo confermò, nel 2012, per la quinta volta il marchio "ETERNAL DARKNESS" come sua proprietà intellettuale. Allo stesso tempo però i Silicon dovettero versare altri 4,7 milioni di dollari per le spese processuali per un totale di quasi 10 milioni di dollari.

### Shadow of the Eternals
Con il marchio "Eternal Darkness" impossibile da usare, l'enorme numero di fondi persi e la reputazione distrutta, Silicon Knights conobbe la propria fine. Tuttavia il 3 maggio 2013 un team di sviluppo formato da ex-Silicon, noto come Precursor Games, fece partire una campagna di finanziamento su Kickstarter con l'obiettivo di raggiungere il budget di 1,5 milioni di dollari per sviluppare il seguito spirituale di Eternal Darkness: Shadow of the Eternals. Tuttavia, causa la somma troppo elevata, il budget da ricercare venne abbassato a 1,35 milioni di dollari; ma ricevette un finanziamento pari a soli 289 000 dollari (circa il 21%). Ma a peggiorare la situazione fu uno scandalo che coinvolse i Precursor dall'interno: Ken McCulloch, cofondatore del team, fu arrestato per possesso e distribuzione di materiale pedo-pornografico.
Con una situazione ormai a livelli critici, una terza campagna di finanziamento fu avviata, con lo scopo di raggiungere un budget di 750 000 dollari. Ma anche questa volta la campagna fu un fallimento avendo raccolto 323 950 dollari, poco più del 43% del necessario.
Alla fine del 2013 Precursor ferma temporaneamente lo sviluppo di Shadow of the Eternals. Gli sviluppatori tuttavia non hanno intenzione di rinunciare al progetto, dichiarando: "Il progetto è morto? No, ma pensiamo che abbia comunque bisogno di fermarsi. Siamo tutti d'accordo sul fatto che quando sarà giunto il momento giusto, ci rimetteremo al lavoro tutti insieme su questo gioco". Nel 2014 Denis Dyack ha rinnovato il suo interesse per Shadow of the Eternals, affermando che il gioco è di nuovo in sviluppo nonostante le fallite campagne di crowdfunding su Kickstarter.